# Ghost in the Shell: Arise
Pour les articles homonymes, voir Ghost in the Shell (homonymie).
Ghost in the Shell: Arise (攻殻機動隊ARISE -GHOST IN THE SHELL-, Kōkaku Kidōtai ARISE -GHOST IN THE SHELL-) est une série d'OAV japonais réalisée par Kazuchika Kise, sortie entre 2013 et 2014. Les épisodes sont ensuite diffusés à la télévision sous le titre Ghost in the Shell Arise: Alternative Architecture à partir d'avril 2015, avec deux épisodes supplémentaires.
Une adaptation en manga est publiée entre 2013 et 2016 dans le magazine Monthly Young Magazine de l'éditeur Kōdansha sous le nom Ghost in the Shell: Arise ~Sleepless Eye~.

## Synopsis
En 2027, un an après la fin de la IVe Guerre Mondiale, le monde est révolutionné par l'émergence de la cybernétique et des technologies informatiques qui permettent la naissance de nouvelles formes criminelles totalement inédites. Les films de Ghost in the Shell: Arise racontent toute l'histoire de la formation de la célèbre section 9 de la Sécurité Publique et révèlent nombre de secrets sur le passé de ses membres.

## Fiche technique
- Titre : Ghost in the Shell: Arise
- Titre original : 攻殻機動隊ARISE
- Réalisation : Kazuchika Kise
- Production et animation : Production I.G
- Script : Tow Ubukata
- Musique : Cornelius
- Pays d'origine : Japon
- Format : 16/9 original - couleur
- Genre : Action, science-fiction
- Durée : approx. 3h20
- Dates de sortie : 2013 - 2014[3]
- Licence francophone : @Anime[4]

## Distribution
- Ikkyû Juku : Daisuke Aramaki
- Maaya Sakamoto : Motoko Kusanagi
- Matsuda Kenichirô : Batou
- Dan Tomoyuki : Ishikawa
- Kazuya Nakai : Borma
- Nakakuni Takuro : Saito
- Yoji Ueda : Paz
- Shingaki Tarusuki : Togusa
- Kenji Nojima : Tsumugi
- Miyuki Sawashiro : Logicoma

(Border 1)
- Atsushi Miyauchi : Mamuro
- Koji Ishii : Kanzaki
- Mayumi Asano : Kurutsu
- Yasushiro Mamiya : Ibachi
- Takanori Hoshino : Raizô

(Border 2)
- Takako Fuji : VV
- Ikuya Sawaki : Colonel Soga

## Épisodes

### Border 1: Ghost Pain
Motoko Kusanagi, en tant que cyborg et hacker est approchée par l'officier de Sécurité Publique Daisuke Aramaki pour enquêter sur un attentat visant un trafiquant d'armes soupçonné d'être lié à la mystérieuse organisation 501. Mais malgré son aide, elle est soupçonnée à son tour par Bâto d'être une criminelle impliquée dans plusieurs affaires...

### Border 2: Ghost Whisper
Kusanagi a maintenant rejoint Aramaki. Quand des forces inconnues piratent les Logicomas, Bâto engage l'ancien officier des renseignements Ishikawa et l'ancien expert en artillerie aérienne Borma. Kusanagi fait appel au tireur d'élite Saito et au flic infiltré Paz pour les ramener dans la section 9 nouvellement créée. Mais le travail en équipe n'est pas facile.

### Border 3: Ghost Tears
Kusanagi et Bâto enquêtent sur les agissements d'une organisation terroriste dont le symbole est une Scylla. Togusa enquête de son côté sur le meurtre d'un homme équipé de jambe artificielle fabriquée par la Mermaid's Leg corporation.

### Border 4: Ghost Stands Alone
Kusanagi et toute la section 9 doivent débusquer un terroriste connu sous le nom de Fire Starter (ファイア・スターター, Faia Sutata) qui libère un virus affectant les cyber cerveaux.

### Border 5: Pyrophoric Cult
Kusanagi et la section 9 se rapprochent enfin du courtier de Fire-Starter, mais les choses se compliquent lorsqu'ils reçoivent un rôle secondaire dans une opération guet-apens.

## Manga
Un manga intitulé Ghost in the Shell: Arise ~Sleepless Eye~ est publié depuis le 13 mars 2013 dans le magazine Monthly Young Magazine de l'éditeur Kōdansha. Le premier volume relié est publié le 21 juin 2013 et sept volumes sont sortis au 21 juillet 2016.